# Elezioni parlamentari a Malta del 1945
Le elezioni parlamentari a Malta del 1945 si tennero il 10 e 12 settembre e videro la vittoria del Partito Laburista, unico partito ad essersi presentato alle elezioni.

## Risultati
| Liste             | Voti   | %     | Seggi |
| ----------------- | ------ | ----- | ----- |
| Partito Laburista | 19 071 | 76,20 | 9     |
| Indipendenti      | 5 958  | 23,80 | 1     |
| Totale            | 25 029 | 100   | 10    |